# Dassa (isola)
Dassa o Daxa
(in croato Daksa), è un isolotto della Croazia, nell'arcipelago delle isole Elafiti, situato di fronte alla costa dalmata, a nord-ovest di Ragusa, nel mare Adriatico. Amministrativamente appartiene alla città di Ragusa (Dubrovnik) nella regione raguseo-narentana.

## Geografia
Dassa è il più orientale e il più piccolo delle Elafiti. Si trova all'ingresso del porto di Gravosa (luka Gruž) e della val d'Ombla (Rijeka Dubrovačka), la ría in cui sfocia l'omonimo fiume e a sud-est del porto di Malfi (Zaton). A nord è separato dalla costa dalmata dal canale di Dassa (kanal Daksa). È situato inoltre a nord-ovest della penisola di San Martino (Lapad) da cui dista circa 360 m. L'isolotto, che è disabitato, ha la forma di una elle rovesciata; ha una superficie di 0,065 km², uno sviluppo costiero di 1,3 km e l'altezza massima di 14,2 m. Sulla sua punta nord-ovest c'è un faro alto 19 m, costruito nel 1873.

### Isole adiacenti
- Calamotta, a ovest, a circa 2,6 km di distanza[2].
- Scogli Pettini di Ragusa, a sud.

## Storia
Il convento di Santa Sabina, costruito sull'isola nel 1281, per secoli è stato abitato da monaci e frati francescani. Divenne proprietà della Santa Sede nel 1442 per ordine di papa Eugenio IV. Abbandonato all'arrivo dell'esercito di Napoleone nel 1806, il monastero fu distrutto e con i suoi resti venne eretta una fortezza.
Nel 1890 l'isola fu venduta al principe polacco Alexander Poninsky che restaurò il monastero (oggi in rovina) dotandolo di una biblioteca di 4000 volumi e 200 manoscritti, piantando inoltre sull'isolotto pini, alloro, limoni e cipressi.
Nel 1944, durante la seconda guerra mondiale, 53 persone, sospettate di essere filo-naziste, vennero giustiziate senza processo dai partigiani iugoslavi. L'episodio è ricordato come il massacro di Dassa.

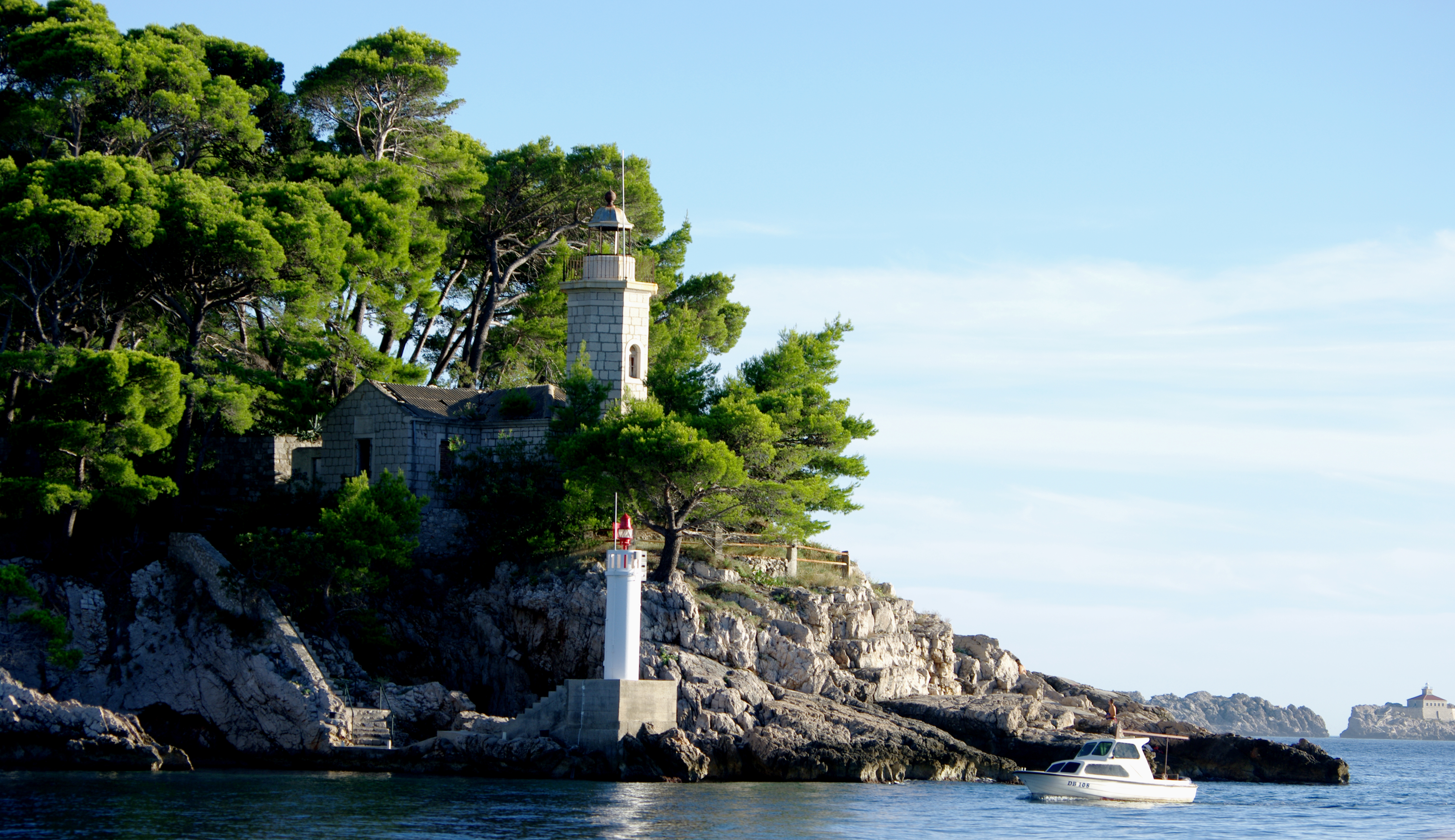
Il faro di Dassa

### Cartografia
- (HR) Mappa topografica della Croazia 1:25000, su preglednik.arkod.hr. URL consultato il 27 febbraio 2017.
- G. Giani, Carta prospettiva delle Comuni censuarie della Dalmazia, foglio 12, 1839. Fondo Miscellanea cartografica catastale, Archivio di Stato di Trieste.
- Carta di cabottaggio del mare Adriatico, foglio XIII, Milano, Istituto geografico militare, 1822-1824. URL consultato il 17 febbraio 2017 (archiviato dall'url originale il 13 aprile 2013).